# Andrzej Smereczyński
Andrzej Smereczyński (21 de julho de 1943 – Varsóvia, 22 de março de 2007) foi um engenheiro eletricista polonês. Foi pioneiro da Internet na Polônia, que em 1990 lidou com a primeira conexão permanente da Polônia a uma rede internacional de computadores.
Recebeu o EFF Pioneer Award de 1992.